# Lebanon (Pensilvania)
Lebanon es una ciudad ubicada en el condado de Lebanon en el estado estadounidense de Pensilvania. En el año 2000 tenía una población de 24,461 habitantes y una densidad poblacional de 2,254 personas por km².

## Geografía
Lebanon se encuentra ubicada en las coordenadas 40°20′30″N 76°25′15″O / 40.34167, -76.42083.

## Demografía
Según la Oficina del Censo en 2000 los ingresos medios por hogar en la localidad eran de $27,259 y los ingresos medios por familia eran $34,045. Los hombres tenían unos ingresos medios de $26,957 frente a los $20,162 para las mujeres. La renta per cápita para la localidad era de $15,584. Alrededor del 16.2% de la población estaba por debajo del umbral de pobreza.